# Хозин, Михаил Семёнович
Михаи́л Семёнович Хо́зин (22 октября (3 ноября) 1896, Скачиха, Кирсановский уезд, Тамбовская губерния, Российская империя — 27 февраля 1979, Москва, СССР) — советский военный деятель, генерал-полковник (1943).
Один из руководителей обороны Ленинграда в первую блокадную зиму, командующий Ленинградским фронтом (снят с должности за провал Любанской наступательной операции и гибель 2-й ударной армии).

## Биография

### Ранние годы
Родился 10 (22) октября 1896 года в Скачихе Тамбовской губернии. Отец — Семён Васильевич Хозин (род. 1875), проработал 47 лет на железнодорожном транспорте.
В 1907 году окончил церковно-приходскую школу. В 1911 году окончил 3-х классное городское училище и поступил в Саратовское техническое железнодорожное училище. В 1914 году был послан на практику на станцию Кирсанов техником-практикантом в должности ремонтного рабочего 5-й дистанции слесарного пути.

### В годы Первой мировой войны
7 августа 1915 года призван в Русскую императорскую армию и направлен на службу в 60-й запасной полк (город Тамбов), в котором в течение одного месяца прошёл службу рядовым. Затем направлен в учебную команду этого полка, по окончании которой в том же 1915 году был произведен в ефрейторы, а затем в младшие унтер-офицеры.
В феврале 1916 года направлен в 4-ю Киевскую школу прапорщиков. Окончив её в июне 1916 года, зачислен младшим офицером пулемётной команды в 37-й Сибирский стрелковый полк 10-й Сибирской стрелковой дивизии. В составе этого полка и дивизии участвовал в Первой мировой войне на Юго-Западном и Румынском фронтах. После событий Февральской революции как пользующийся авторитетом среди солдат избран в члены полкового солдатского комитета. В июне 1917 года стал заведующим по сбору сведений о противнике в штабе полка. В августе 1917 года переведён в штаб 6-й армии и назначен офицером для поручений топографического отделения отдела генерал-квартирмейстера штаба армии. За храбрость награждён орденом Святой Анны 4-й степени. В декабре 1917 года демобилизовался.

## Гражданская война и борьба с бандитизмом
Вернувшись в родные места, в марте-апреле месяце 1918 года поступил вновь работать в контору 5-й дистанции слесарного пути техником. Одновременно вёл общественную работу по военному обучению рабочих и служащих железнодорожников в системе Всевобуч и работал секретарем Кирсановского районного железнодорожного совета Рабочих депутатов. На должности районного комиссара служб пути и движения находился до октября 1918 года. С 3 октября 1918 года член партии ВКП(б), (старый большевик).
В ноябре 1918 года вступил в Красную Армию и назначен заместителем командира 14-го Ртищевского стрелкового полка, с мая 1919 года — командир 14-го Ртищевского стрелкового полка, располагавшегося в Кирсанове и предназначавшегося для охраны и обороны железнодорожных мостов. Командуя этим полком, в ходе так называемой «эшелонной войны», участвовал в боях на Тамбово-Балашовской железнодорожной линии под ст. Мучкап, Романовка под городом Балашов; на линии Грязи-Борисоглебск под ст. Жердевка и Борисоглебск и ст. Поворино. В августе-сентябре 1919 года участвовал в боях с корпусом К. К. Мамонтова под Сампуром и Тамбовом, а также под Воронежем на станции Сомово Юго-Восточной железной дороги.
В октябре 1919 года 14-й стрелковый полк реорганизуется в два отдельных батальона — 34-й и 33-й, при этом 34-й отдельный стрелковый батальон остается в Кирсанове под командованием М. С. Хозина. Затем с апреля 1920 года командовал 194-м отдельным стрелковым батальоном ВОХР, с 13 октября 1920 — 472-м батальоном ВОХР. С 31 октября 1920 года — командир 294-го стрелкового полка 33-й стрелковой дивизии. С этим полком участвовал в борьбе с «Антоновщиной», непосредственно участвовал и руководил боевыми действиями полка под ст. Ртищево, Ломовис, Платоновка, Иноковка, Чакино, Обловка, село Уварово, ст. Селезни-Сабурово и др.
В апреле 1921 года М. С. Хозин назначен командиром 22-й отдельной бригады войск ВЧК по охране государственной границы РСФСР с Латвией, а в октябре этого же года переведён в город Воронеж командиром 113-й отдельной бригады Орловского военного округа. С декабря 1921 года — командир 84-й стрелковой бригады 28-й стрелковой дивизию в Северо-Кавказском военном округе, в июне 1922 года бригада была сокращена до полка с тем же номером. Во главе этой бригады и полка весь 1922 и частично 1923 год вёл борьбу с бандитизмом на Кубани, Тереке и в Дагестане.
Генерал армии Г. И. Хетагуров вспоминал:

Когда я получил назначение в Горскую дивизию, она размещалась во Владикавказе. Этим были обусловлены некоторые особенности службы. Владикавказ то и дело подвергался тогда налётам националистских банд. Стоило нам только выйти на стрельбище или полевые занятия, как бандиты врывались в город, грабили магазины, рынки, нападали на милицию, убивали партийных и советских работников. Бандиты пытались проникнуть даже в квартиру нашего командира полка М. С. Хозина. На ночь ему приходилось баррикадировать входные двери и окна.

## Межвоенный период
В январе 1924 года назначен помощником командира 22-й стрелковой дивизии (Краснодар), откуда осенью этого же года выехал в Москву учиться на военные академические курсы (ВАК) при Военной академии РККА. По окончании ВАК с мая 1925 года был помощником командира 32-у стрелковой дивизией (Саратов), с сентября 1925 — командиром 31-й стрелковой дивизией Приволжского военного округа, с сентября 1926 — военным руководителем Саратовского института сельского хозяйства и мелиорации, с октября 1926 по январь 1932 — командиром 34-й Средне-Волжской стрелковой дивизии (Куйбышев).
В 1930 году окончил курсы партполитподготовки командиров-единоначальников при Военно-политической академии имени Н. Г. Толмачёва. Затем вернулся к командованию 34-й стрелковой дивизией, а в январе 1932 года назначен командиром-комиссаром 36-й стрелковой дивизии ОКДВА (Чита). С мая 1935 года — командир-комиссар 18-й стрелковой дивизией (Ярославль и Петрозаводск), избирался членом Президиума ЦИК Автономной Карельской ССР X созыва. Избирался депутатом XVII Всероссийского и VIII Всесоюзного чрезвычайного съезда Советов.
С марта по сентябрь 1937 года был командиром 1-го стрелкового корпуса Ленинградского военного округа в Новгороде. С сентября по декабрь 1937 был инспектором Ленинградского ВО, а с конца декабря 1937 года заместителем командующего войсками Ленинградского военного округа. При этом с сентября 1937 года исполнял обязанности командующего войсками Ленинградского ВО, а 2 апреля 1938 года был утверждён в должности командующего войсками Ленинградского военного округа.
7 октября 1938 года утверждён членом Военного совета при народном комиссаре обороны СССР.
C 1938 по 1946 годы — депутат Верховного Совета РСФСР 1-го созыва, от Псковского избирательного округа.
C января 1939 года до начала Великой Отечественной войны — начальник Военной академии РККА имени М. В. Фрунзе. Выступил с докладом на совещании высшего руководящего состава РККА 23—31 декабря 1940 года о работе академии.

## Великая Отечественная война
С июля 1941 года заместитель командующего Резервным фронтом Г. К. Жукова. М. С. Хозин вспоминал:

В мою задачу входила обязанность наладить снабжение войск всем необходимым для жизни, быта и боя. Эта работа довольно трудная и сложная, тем более, что фронт только организовывался, каждый день прибывали войска, их надо было устраивать и вооружать, а в оружии был недостаток.
С Западного направления Г. К. Жуков был назначен командующим Ленинградским фронтом. В сентябре 1941 года М. С. Хозин прибыл в Ленинград одним самолётом с Г. К. Жуковым и И. И. Федюнинским. 11 сентября 1941 года М. С. Хозин был назначен начальником штаба Ленинградского фронта. С 26 сентября 1941 — командующий 54-й армией, сформированной для прорыва блокады Ленинграда. С октября 1941 по май 1942 года — командующий войсками Ленинградского фронта и одновременно (с апреля 1942) — командующий Волховской группой войск фронта.

Руководил проведением операции по выводу из окружения 2-й ударной армии (13 мая — 10 июля 1942 года). Восстановить сообщение с армией и организованно вывести её из окружения не сумел. Был снят с должности командующего Ленинградским фронтом 8 июня 1942 года с формулировкой:

За невыполнение приказа Ставки о своевременном и быстром отводе войск 2-й ударной армии, за бумажно-бюрократические методы управления войсками, за отрыв от войск, в результате чего противник перерезал коммуникации 2-й ударной армии и последняя была поставлена в исключительно тяжёлое положение 
После снятия с должности командующего фронтом в июне 1942 года переведён с понижением на Западный фронт командующим 33-й армией.
С октября 1942 до декабря 1942 — заместитель командующего Западным фронтом.
С 4 декабря 1942 до конца месяца — командующий 20-й армией (1942—1943). С января 1943 года — представитель Ставки Верховного Главнокомандования при 3-й танковой армии.
В январе — марте 1943 года — командующий особой группой войск Северо-Западного фронта, так называемой Особой группы войск генерала М. С. Хозина (Операция «Полярная Звезда»).
С марта по декабрь 1943 года — заместитель командующего войсками Северо-Западного и Западного фронтов. В марте-апреле 1943 года на этой должности участвовал в проведении Ржевско-Вяземской операции, а по её окончании готовил для летнего наступления в тыл немецким войскам, занимавшим Орёл, 11-ю армию. Вновь снят с должности 8 декабря 1943 года со следующей формулировкой: «…Генерал-полковника Хозина Михаила Семеновича за бездеятельность и несерьёзное отношение к делу снять с должности заместителя командующего Западным фронтом и направить в распоряжение начальника Главного управления кадров НКО».
С декабря 1943 года в боевых действиях участия не принимал.
С декабря 1943 года лечился в госпиталях Смоленска и в Барвихе под Москвой. В марте 1944 года назначен командующим войсками Приволжского военного округа, где занимался подготовкой резервов для фронта.

## После войны
В июле 1945 года отстранён от должности по служебному несоответствию, около года находился в распоряжении Главного управления кадров Вооружённых Сил СССР. С июля 1946 года — начальник Военно-педагогического института, с февраля 1954 года — начальник Военного института иностранных языков. С ноября 1956 года возглавлял Высшие академические курсы, с ноября 1959 года — факультет Военной академии Генерального штаба Вооружённых сил СССР. С ноября 1963 года — в отставке.
Умер 27 февраля 1979 года в Москве. Похоронен в закрытом колумбарии Ваганьковского кладбища в Москве.

## Воинские звания
- младший унтер-офицер — 1915
- прапорщик — июнь 1916
- подпоручик — 1917
- поручик — 1917
- комдив — 26 ноября 1935 года[14]
- комкор — 22 февраля 1938 года[15]
- командарм 2-го ранга — 8 февраля 1939[16]
- генерал-лейтенант — 4 июня 1940 года[17]
- генерал-полковник — 19 января 1943 года[18]

## Награды
- Два Ордена Ленина (22.02.1938, «в связи с XX Годовщиной Рабоче-Крестьянской Красной Армии и Военно-Морского Флота … за проявленные … мужество и самоотверженность в боях с врагами Советской власти и за выдающиеся успехи и достижения в боевой, политической и технической подготовке частей и подразделений Рабоче-Крестьянской Красной Армии»[3][19]; 21.02.1945)
- Орден Октябрьской Революции (1967)
- четыре Ордена Красного Знамени (1922, 3.11.1944[3], 20.06.1949, 1960)
- Орден Суворова I степени (9.04.1943, «за умелое и мужественное руководство боевыми операциями и за достигнутые в результате этих операций успехи в боях с немецко-фашистскими захватчиками»[20])
- Орден Суворова II степени (28.09.1943, «за умелое и мужественное руководство боевыми операциями по захвату городов Смоленск и Рославль и за достигнутые в результате этих операций успехи в боях с немецко-фашистскими захватчиками»[21])
- Орден Красной Звезды (1.01.1942[3])
- Медали СССР[1]
- Орден Святой Анны 4-й степени (Российская империя)
- Медаль «20 лет Болгарской народной армии» (Болгария, 1964)[22]

## Сочинения
- М. С. Хозин. Об одной малоисследованной операции. // «Военно-исторический журнал». — 1966. — № 2.

## Семья
- Дед Василий Фёдорович Хозин.
- Отец Семён Васильевич Хозин (род. 1875), работал 47 лет на железнодорожном транспорте;[3] четырнадцатилетний Семен Хозин в 1889 году пришёл на железнодорожную станцию Преображенское наниматься на работу. После долгих мытарств и унизительных просьб отца, Василия Федоровича, Семен был принят подсобным рабочим на ремонт пути. Семен получал мизерную плату — 7 рублей в месяц);[1]
- Мать Анна Тимофеевна;[1]
- Две сестры — Александра (бухгалтер в 1950 году) и Антонина (также работала бухгалтером в 1950 году);[1]
- Брат Николай — лётчик, погиб при исполнении служебных обязанностей[1].

### Комментарии
1. ↑  По воспоминаниям Мерецкова, Хозин убедил Сталина, что сумеет быстро снять блокаду Ленинграда, если получит под свое командование 6-й гвардейский корпус, предназначавшийся для усиления 2-й ударной армии Власова. Что и было сделано, несмотря на возражения Мерецкова. Из-за этого решения 2-я ударная не смогла выйти из окружения и после весеннего таяния болот, в которых она находилась, погибла. Командующий армией А. А. Власов попал в плен[11].

### Сноски
1. 1 2 3 4 5 6  Н. Сорокин, «Счастье семьи Хозиных», Газета «Кирсановская коммуна», № 150 (2988) от 5 декабря 1950 г.
2. 1 2 3  Хозин Михаил Семенович Архивная копия от 4 июля 2020 на Wayback Machine на сайте «Град Кирсанов»
3. 1 2 3 4 5 6  статья А. Самарова «Радость отца», газета «Кирсановская коммуна», № 1 (1878) от 1 января 1942 г.
4. ↑  Град Кирсанов — Ленинец — 1967 год (июль-август). Дата обращения: 26 февраля 2011. Архивировано 16 января 2018 года.
5. ↑  источник= Хетагуров Г. И. Исполнение долга. — М.: Воениздат, 1977.
6. ↑  Приказ НКО СССР от 10.09.1937 № 197
7. ↑  Военный совет при народном комиссаре обороны СССР. 1938, 1940 гг., 2006, с. 16.
8. ↑  Архивная копия от 30 августа 2010 на Wayback Machine ВОЕННАЯ ЛИТЕРАТУРА -[ Первоисточники ]- Русский архив: Великая Отечественная. Т. 12 (1-2). Материалы совещания высшего руководящего состава РККА 23-31 декабря 1940 г<
9. ↑  Град Кирсанов — Ленинец — 1968 год (январь-февраль). Дата обращения: 26 февраля 2011. Архивировано 27 февраля 2011 года.
10. ↑  Град Кирсанов — Публикации — Командовал фронтом. Дата обращения: 26 февраля 2011. Архивировано 4 января 2012 года.
11. ↑  Erickson, 2003, с. 332.
12. ↑  Исаев А. Краткий курс истории ВОВ. Наступление маршала Шапошникова. — М.: Яуза, Эксмо, 2005. — 384 с. — ISBN 5—699—10769-Х.
13. ↑  Цитата по изданию: Волкогонов Д. А.  Сталин. Политический портрет. В 2-х книгах. — М.: Новости, 1992. — 704 с. — Стр. 844—845.
14. ↑  Постановление СНК СССР № 2484 от 26.11.1935 г.
15. ↑  Постановление СНК СССР № 0170/п от 22.02.1938 г.
16. ↑  Постановление СНК СССР № 176 от 08.02.1939 г.
17. ↑  Постановление СНК СССР от 4.06.1940 № 945
18. ↑  Постановление СНК СССР № 68 от 19.01.1943 г.
19. ↑  Газета «Ведомости Верховного Совета СССР» № 2 от 18 апреля 1938 г.
20. ↑  Газета «Красная Звезда» № 84 от 10 апреля 1943 г.
21. ↑  Газета «Красная Звезда» № 230 от 29 сентября 1943 г.
22. ↑  Информация о награждении. // ОБД «Память народа». Дата обращения: 5 ноября 2021. Архивировано 5 ноября 2021 года.